# فانتن‌بلو میامی بیچ
فانتن‌بلو میامی بیچ (انگلیسی: Fontainebleau Miami Beach) نام هتلی در میامی بیچ، فلوریدا در ایالات متحده آمریکاست. این هتل را موریس لاپیدوس طراحی نمود و در سال ۱۹۵۴ راه‌اندازی شد. مؤسسه معماران آمریکا در سال ۲۰۰۷، این هتل را در ردهٔ ۹۳ از فهرست «۱۵۰ معماری محبوب آمریکا» قرار داد. این مؤسسه همچنین در ۱۸ آوریل ۲۰۱۲، این هتل را در ردهٔ اول فهرست «معماری فلوریدا: ۱۰۰ سال، ۱۰۰ مکان» جای داد.